# Krușîneț, Liuboml
Krușîneț (în ucraineană Круши́нець) este un sat în comuna Zabolottea din raionul Liuboml, regiunea Volînia, Ucraina.

## Demografie
Componența lingvistică a localității Krușîneț
     Ucraineană (99,77%)
     Alte limbi (0,23%)
Conform recensământului din 2001, majoritatea populației localității Krușîneț era vorbitoare de ucraineană (99,77%), existând în minoritate și vorbitori de alte limbi.